# Lions de Trois-Rivières
Cet article concerne l'équipe de l'ECHL. Pour l'équipe ayant évolué en LHQ et en EPHL, voir Lions de Trois-Rivières (1955-1960).
Les Lions de Trois-Rivières sont une franchise de hockey sur glace de l'ECHL basée à Trois-Rivières dans la province de Québec au Canada. Elle est affiliée aux Canadiens de Montréal  dans la Ligue nationale de hockey et au Rocket de Laval dans la Ligue américaine de hockey. L'équipe évolue au Colisée Vidéotron.

## Historique
Avec la construction du Colisée Vidéotron débutant en 2020 pour remplacer le Colisée de Trois-Rivières, Dean MacDonald, le propriétaire majoritaire des Growlers de Terre-Neuve, négocie une entente avec la ville de Trois-Rivières pour installer une équipe de l'ECHL dans le nouvel aréna,. En novembre 2020, l'équipe finalise un bail de cinq ans avec la ville. Le 23 novembre 2020, Marc-André Bergeron est nommé directeur-général de la future franchise, avec Mark Weightman comme premier président et chef de la direction.
En janvier 2021, le conseil des gouverneurs de la ligue approuve l'expansion à Trois-Rivières en même temps que celle des Heartlanders de l'Iowa à Coralville. Durant le même mois, les Canadiens de Montréal officialise son affiliation avec les Lions.
Le 10 juin 2021, le logo et le nom de l'équipe sont révélés : elle devient les Lions de Trois-Rivières, nom précédemment porté par l'équipe qui a évolué dans la Ligue de hockey senior du Québec puis dans l'Eastern Professional Hockey League entre 1955 et 1960. Le 15 juin 2021, Éric Bélanger est nommé premier entraîneur de la franchise.
Le 18 octobre 2021, le sherbrookois Cédric Montminy est nommé le premier capitaine de la franchise.
Après 13 parties de la saison 2022-2023, l'entraîneur Éric Bélanger démissionne. Le directeur-général Marc-André Bergeron assumera le rôle d'entraîneur-chef pour le reste de la saison. À la suite de la saison 2022-2023 et après avoir raté les séries éliminatoires, les Lions congédient Bergeron et annonce que Pascal Rhéaume qui était jusqu'alors entraîneur-adjoint assumera les rôles d'entraîneur-chef et de directeur général. Avant même de débuter la saison 2023-2024, Pascal Rhéaume démissionne de ses rôles pour devenir entraîneur-adjoint pour les Islanders de Bridgeport dans la Ligue américaine de hockey. Le 23 août 2023, l'organisation annonce la nomination de Ron Choules en tant qu'entraîneur-chef et directeur-général en remplacement de Rhéaume. Choules avait précédemment nommé entraîneur-adjoint des Lions le 15 juillet 2023.
Début 2024, Deacon Sports and Entertainment, le propriétaire des Lions est en difficulté financière, la compagnie doit 900 000$ à la ville de Trois-Rivières en baux impayés. En avril 2024, les Growlers de Terre-Neuve, également la propriété de Deacon Sports and Entertainment, cessent leurs opérations. L'ECHL est devenu temporairement propriétaire des Lions pour qu'ils puissent complétés la saison 2023-2024. Une semaine plus tard, la franchise est vendue à l'homme d'affaires américain Jeff Dickerson.
Le 7 juin 2025, ils remportent leur première Coupe Kelly en disposant du Walleye de Toledo en cinq parties. Le gardien Luke Cavallin reçoit le trophée June M. Kelly remis au meilleur joueur des séries. Il accorde 2 buts ou moins lors de 17 des 20 matchs auxquels il prend part et termine avec une moyenne de 1,53 but alloué durant les séries 2025,.

## Palmarès
- Vainqueur de la Coupe Kelly : 2025.

## Statistiques
| No | Saison    | PJ | V  | D  | N | DP | DTB | BP  | BC  | Pts | Classement               | Séries éliminatoires                                                            | Entraîneur                        |
| -- | --------- | -- | -- | -- | - | -- | --- | --- | --- | --- | ------------------------ | ------------------------------------------------------------------------------- | --------------------------------- |
| 1  | 2021-2022 | 69 | 34 | 29 | 0 | 5  | 1   | 230 | 233 | 74  | 4e place, division Nord  | 3-4 Growlers                                                                    | Éric Bélanger                     |
| 2  | 2022-2023 | 72 | 29 | 40 | 0 | 3  | 0   | 216 | 273 | 61  | 6e place, division Nord  | Non qualifiés                                                                   | Éric Bélanger Marc-André Bergeron |
| 3  | 2023-2024 | 69 | 31 | 30 | 0 | 5  | 3   | 204 | 229 | 70  | 5e place, division Nord  | 2-4 Admirals                                                                    | Ron Choules                       |
| 4  | 2024-2025 | 72 | 45 | 19 | 0 | 6  | 2   | 251 | 186 | 98  | 1re place, division Nord | 4-0 Royals 4-2 Admirals 4-2 Everblades 4-1 Walleye Vainqueurs de la coupe Kelly | Ron Choules                       |

## Joueurs

### Capitaines
- 2021 à 2024 : Cédric Montminy[23]
- depuis 2024 : Morgan Adams-Moisan[24]

### Numéros retirés
Dans l'ECHL, les joueurs peuvent être honorés de plusieurs manières, l'une d'entre elles étant interne à l'équipe. Ainsi, il est de tradition d'honorer un ancien joueur de l'effectif en décidant de retirer son numéro. Aucun autre joueur ne peut alors porter le numéro en question et une réplique de son maillot est accrochée au plafond de la patinoire.
Les Lions n'ont retirés aucun numéro jusqu'à maintenant.

### Meilleurs pointeurs
Cette section présente les statistiques des cinq meilleurs pointeurs de l’histoire des Lions. Les points comptabilisés ne concernent que ceux inscrits sous le maillot de Trois-Rivières.
| Joueur             | PJ  | B  | A  | Pts |
| ------------------ | --- | -- | -- | --- |
| Anthony Beauregard | 175 | 66 | 82 | 148 |
| Cédric Montminy    | 192 | 57 | 60 | 117 |
| Jakov Novak        | 119 | 55 | 58 | 113 |
| Nicolas Guay       | 167 | 36 | 71 | 107 |
| Justin Ducharme    | 152 | 36 | 61 | 91  |

## Dirigeants

### Entraîneurs-chef
| No | Nom                 | Engagement       | Départ           | Saison régulière | Saison régulière | Saison régulière | Saison régulière | Saison régulière | Séries éliminatoires | Séries éliminatoires | Séries éliminatoires | Séries éliminatoires | Remarques                                       |
| No | Nom                 | Engagement       | Départ           | PJ               | V                | D                | DP               | % V              | PJ                   | V                    | D                    | % V                  | Remarques                                       |
| -- | ------------------- | ---------------- | ---------------- | ---------------- | ---------------- | ---------------- | ---------------- | ---------------- | -------------------- | -------------------- | -------------------- | -------------------- | ----------------------------------------------- |
| 1  | Éric Bélanger       | 15 juin 2021     | 22 novembre 2022 | 82               | 40               | 35               | 7                | 48,8             | 7                    | 3                    | 4                    | 42,8                 |                                                 |
| 2  | Marc-André Bergeron | 22 novembre 2022 | 22 juin 2023     | 59               | 23               | 36               | 2                | 39,0             | -                    | -                    | -                    | -                    | Entraîneur-chef par intérim                     |
| 3  | Pascal Rhéaume      | 22 juin 2023     | 22 août 2023     | -                | -                | -                | -                | -                | -                    | -                    | -                    | -                    | Démission avant le début de la saison 2023-2024 |
| 4  | Ron Choules         | 22 août 2023     |                  | 141              | 76               | 49               | 16               | 53,9             | 27                   | 18                   | 9                    | 66,7                 |                                                 |

### Directeurs généraux
| No | Nom                 | Engagement       | Départ       | Remarques |
| -- | ------------------- | ---------------- | ------------ | --------- |
| 1  | Marc-André Bergeron | 23 novembre 2020 | 22 juin 2023 |           |
| 2  | Pascal Rhéaume      | 22 juin 2023     | 22 août 2023 |           |
| 3  | Ron Choules         | 22 août 2023     |              |           |

## Équipes affiliées
Les Lions, comme les autres équipes de la ECHL, peuvent être affiliées à des équipes de la Ligue nationale de hockey et de la Ligue américaine de hockey, les Lions servant de club-école pour les deux autres organisations.
- depuis 2021 : Canadiens de Montréal (LNH) et Rocket de Laval (LAH)